# Alessandro D'Eva
Alessandro D'Eva, noto anche come Sandro (Udine, 18 novembre 1927 – Roma, 29 marzo 2013), è stato un direttore della fotografia italiano.

## Biografia
Nato da padre marchigiano e madre veneziana, trascorre l'infanzia e l'adolescenza a Udine. Partecipa durante la resistenza a qualche azione partigiana e consegue il diploma di maturità scientifica nel 1945. Appassionato fin da bambino alla fotografia e al cinema, acquista a rate una macchina da presa a 16 mm e realizza i primi filmati amatoriali. Successivamente comincia a girare come corrispondente dal Friuli servizi di attualità per i cinegiornali fino a che si trasferisce a Roma dove lavora dapprima come operatore di macchina in film quali Musoduro, Una voce, una chitarra, un po' di luna, il documentario Vertigine bianca sui VII Giochi olimpici invernali di Cortina d'Ampezzo e Il mattatore. Su quest'ultimo set conosce Dino Risi, con il quale collaborerà molte volte negli anni successivi.
Avendo acquisito una buona esperienza nella cinematografia a colori, viene coinvolto dal conte Leonardo Bonzi nelle riprese de La muraglia cinese per la regia di Carlo Lizzani. Per un infortunio del direttore della fotografia Pier Ludovico Pavoni, D'Eva, direttore della seconda unità, deve terminare il film da solo. Dopo questa esperienza, che comporterà diversi mesi di permanenza in una Cina ancora non aperta all'occidente, viene richiesto dal regista Giuseppe Maria Scotese per girare alcune sequenze in Brasile per America di notte e da Franco Rossi per Odissea nuda, con cui ottiene il Nastro d'argento alla migliore fotografia.  
Da allora, fino alla fine degli anni novanta, è direttore della fotografia per di più di cinquanta film e per alcune serie di spot televisivi mandati in onda in Carosello. Oltre ad aver collaborato lungamente con Dino Risi e con un esordiente Ettore Scola, ha realizzato film fra gli altri con Sergio Corbucci, con Enrico Oldoini e, a fine carriera, con Neri Parenti.
Il giornalista e critico cinematografico Lorenzo Codelli ha intervistato D'Eva rivelando molte notizie inedite sulla sua vita e sulla sua carriera.

## Filmografia
- Odissea nuda, regia di Franco Rossi (1961)
- Caccia all'uomo, regia di Riccardo Freda (1961)
- Le italiane e l'amore, regia collettiva (1961)
- La banda Casaroli, regia di Florestano Vancini (1962)
- Storie sulla sabbia, regia di Riccardo Fellini (1963)
- Il comandante, regia di Paolo Heusch (1963)
- Il successo, regia di Mauro Morassi (1963)
- La rimpatriata, regia di Damiano Damiani (1963)
- Cadavere per signora, regia di Mario Mattoli (1964)
- Se permettete parliamo di donne, regia di Ettore Scola (1964)
- James Tont operazione U.N.O., regia di Bruno Corbucci e Giovanni Grimaldi (1965)
- La congiuntura, regia di Ettore Scola (1965)
- Thrilling, regia di Carlo Lizzani, Ettore Scola e Gian Luigi Polidoro (1965)
- Il terzo occhio, regia di Mino Guerrini (1966)
- James Tont operazione D.U.E., regia di Bruno Corbucci (1966)
- Ringo e Gringo contro tutti, regia di Bruno Corbucci (1966)
- Cuore matto... matto da legare, regia di Mario Amendola (1967)
- Il tigre, regia di Dino Risi (1967)
- L'amore attraverso i secoli (Le plus vieux métier du monde), regia collettiva (1967)
- Matchless, regia di Alberto Lattuada (1967)
- Ciccio perdona... Io no!, regia di Marcello Ciorciolini (1968)
- Il mio corpo per un poker, regia di Piero Cristofani e Lina Wertmüller (1968)
- Il profeta, regia di Dino Risi (1968)
- La rivoluzione sessuale, regia di Riccardo Ghione (1968)
- Straziami ma di baci saziami, regia di Dino Risi (1968)
- Il giovane normale, regia di Dino Risi (1969)
- La stagione dei sensi, regia di Massimo Franciosa (1969)
- Top Sensation, regia di Ottavio Alessi (1969)
- Vedo nudo, regia di Dino Risi (1969)
- Le tue mani sul mio corpo, regia di Brunello Rondi (1970)
- I quattro pistoleri di Santa Trinità, regia di Giorgio Cristallini (1971)
- Il prete sposato, regia di Marco Vicario (1971)
- In nome del popolo italiano, regia di Dino Risi (1971)
- La vita, a volte, è molto dura, vero Provvidenza?, regia di Giulio Petroni (1972)
- Crescete e moltiplicatevi, regia di Giulio Petroni (1973)
- La schiava io ce l'ho e tu no, regia di Giorgio Capitani (1973)
- Il domestico, regia di Luigi Filippo D'Amico (1974)
- Prete, fai un miracolo, regia di Mario Chiari (1975)
- I fichissimi, regia di Carlo Vanzina (1981)
- Una vacanza bestiale, regia di Carlo Vanzina (1981)
- Dio li fa poi li accoppia, regia di Steno (1982)
- Sesso e volentieri, regia di Dino Risi (1982)
- Questo e quello, regia di Sergio Corbucci (1983)
- Sing Sing, regia di Sergio Corbucci (1983)
- Cuori nella tormenta, regia di Enrico Oldoini (1984)
- Lui è peggio di me, regia di Enrico Oldoini (1985)
- Il commissario Lo Gatto, regia di Dino Risi (1986)
- Scuola di ladri, regia di Neri Parenti (1986)
- Missione eroica - I pompieri 2, regia di Giorgio Capitani (1987)
- Noi uomini duri, regia di Maurizio Ponzi (1987)
- Scuola di ladri - Parte seconda, regia di Neri Parenti (1987)
- Il volpone, regia di Maurizio Ponzi (1988)
- Ho vinto la lotteria di capodanno, regia di Neri Parenti (1989)
- Fantozzi alla riscossa, regia di Neri Parenti (1990)
- Le comiche 2, regia di Neri Parenti (1991)
- Infelici e contenti, regia di Neri Parenti (1992)
- Abbronzatissimi 2 - Un anno dopo, regia di Bruno Gaburro (1993)
- Fantozzi in paradiso, regia di Neri Parenti (1993)
- Le nuove comiche, regia di Neri Parenti (1994)
- Fantozzi - Il ritorno, regia di Neri Parenti (1996)

## Premi e riconoscimenti
- 1962: - Nastro d'argento
  - Migliore fotografia per Odissea nuda
- 1970: - Nastro d'argento
  - Candidatura alla migliore fotografia per Il giovane normale